# Дроздовка (Мурманская область)
Дроздовка — упразднённое село в Мурманской области на Мурманском берегу Баренцева моря. Входило в городской округ ЗАТО Островной. Располагалось на западном берегу губы Дроздовка в 53 км к северо-западу от города Островной.

## Население
По данным Всероссийской переписи населения 2010 года население, проживающее на территории населённого пункта отсутствует.
Законом Мурманской области № 1633-01-ЗМО от 28 июня 2013 года населённый пункт был упразднён в связи с отсутствием проживающего населения.